# Badinogo 1
Pour les articles homonymes, voir Badinogo (homonymie).
Ne doit pas être confondu avec Badinogo 2 ou Badnogo 1.
Badinogo 1 est une localité située dans le département de Kongoussi de la province du Bam dans la région Centre-Nord au Burkina Faso. Lors du recensement de 2006, on y a dénombré 836 habitants. 